# ZBED3
ZBED3 (англ. Zinc finger BED-type containing 3) – білок, який кодується однойменним геном, розташованим у людей на короткому плечі 5-ї хромосоми. Довжина поліпептидного ланцюга білка становить 234 амінокислот, а молекулярна маса — 25 132.
| 10         |  | 20         |  | 30         |  | 40         |  | 50         |
| ---------- |  | ---------- |  | ---------- |  | ---------- |  | ---------- |
| MRSGEPACTM |  | DQARGLDDAA |  | ARGGQCPGLG |  | PAPTPTPPGR |  | LGAPYSEAWG |
| YFHLAPGRPG |  | HPSGHWATCR |  | LCGEQVGRGP |  | GFHAGTSALW |  | RHLRSAHRRE |
| LESSGAGSSP |  | PAAPCPPPPG |  | PAAAPEGDWA |  | RLLEQMGALA |  | VRGSRREREL |
| ERRELAVEQG |  | ERALERRRRA |  | LQEEERAAAQ |  | ARRELQAERE |  | ALQARLRDVS |
| RREGALGWAP |  | AAPPPLKDDP |  | EGDRDGCVIT |  | KVLL       |  |            |

A: Аланін

C: Цистеїн

D: Аспарагінова кислота

E: Глутамінова кислота

F: Фенілаланін

G: Гліцин

H: Гістидин

I: Ізолейцин

K: Лізин

L: Лейцин

M: Метіонін

P: Пролін

Q: Глутамін

R: Аргінін

S: Серин

T: Треонін

V: Валін

W: Триптофан

Задіяний у такому біологічному процесі, як сигнальний шлях Wnt. 
Білок має сайт для зв'язування з іонами металів, іоном цинку. 
Локалізований у цитоплазмі, мембрані.